# Los Angeles Film Critics Association Award de la meilleure photographie
Le Los Angeles Film Critics Association Award du meilleur réalisateur (Los Angeles Film Critics Association Award for Best Cinematography) est une récompense cinématographique américaine décernée par la Los Angeles Film Critics Association depuis 1975 au cours de la cérémonie annuelle des LAFCA Awards.

## Palmarès

### Années 1970
- 1975 : John Alcott pour Barry Lyndon
- 1976 : Haskell Wexler pour En route pour la gloire
- 1977 : Douglas Slocombe pour Julia
- 1978 : Néstor Almendros pour Les Moissons du ciel
- 1979 : Caleb Deschanel pour L'Étalon noir

### Années 1980
- 1980 : Ghislain Cloquet et Geoffrey Unsworth pour Tess
- 1981 : Vittorio Storaro pour Reds
- 1982 : Jordan Cronenweth pour Blade runner
- 1983 : Sven Nykvist pour Fanny et Alexandre
- 1984 : Chris Menges pour La Déchirure
- 1985 : David Watkin pour Out of Africa
- 1986 : Chris Menges pour Mission
- 1987 : Vittorio Storaro pour Le Dernier Empereur
- 1988 : Henri Alekan pour Les Ailes du désir
- 1989 : Michael Ballhaus pour Susie et les Baker Boys

### Années 1990
- 1990 : Michael Ballhaus pour Les Affranchis
- 1991 : Roger Deakins pour Barton Fink et Homicide
- 1992 : Zhao Fei pour Épouses et Concubines
- 1993 : ex æquo Stuart Dryburgh pour La Leçon de piano et Janusz Kamiński pour La Liste de Schindler
- 1994 : Stefan Czapsky pour Ed Wood
- 1995 : Lü Yue pour Shanghai Triad
- 1996 : ex æquo John Seale pour Le Patient anglais et Chris Menges pour Michael Collins
- 1997 : Dante Spinotti pour L.A. Confidential
- 1998 : Janusz Kamiński pour Il faut sauver le soldat Ryan
- 1999 : Dante Spinotti pour Révélations

### Années 2000
- 2000 : Peter Pau pour Tigre et Dragon
- 2001 : Roger Deakins pour The Barber
- 2002 : Edward Lachman pour Loin du paradis
- 2003 : Eduardo Serra pour La Jeune Fille à la perle
- 2004 : Dion Beebe et Paul Cameron pour Collatéral
- 2005 : Robert Elswit pour Good Night and Good Luck
- 2006 : Les Fils de l'homme (Children of Men) – Emmanuel Lubezki
  - Lettres d'Iwo Jima (Letters from Iwo Jima) – Tom Stern
  - Mémoires de nos pères (Flags of Our Fathers) – Tom Stern
- 2007 : Janusz Kamiński pour Le Scaphandre et le Papillon
- 2008 : Yu Lik-wai pour Still Life
- 2009 : Christian Berger pour Le Ruban blanc

### Années 2010
- 2010 : Matthew Libatique pour Black Swan
- 2011 : Emmanuel Lubezki pour The Tree of Life
- 2012 : Roger Deakins pour Skyfall
- 2013 : Emmanuel Lubezki pour Gravity
- 2014 : Emmanuel Lubezki pour Birdman
- 2015 : John Seale pour Mad Max: Fury Road
- 2016 : James Laxton pour Moonlight
- 2017 : Dan Laustsen pour La Forme de l'eau
- 2018 : Alfonso Cuarón pour Roma
- 2019 : Claire Mathon pour Portrait de la jeune fille en feu et Atlantique